# Club Life: Volume Three Stockholm
Club Life: Volume Three Stockholm è un album di raccolta di remix del disc jockey olandese Tiësto, pubblicato il 18 giugno 2013.

## Tracce
1. Tiësto & Dyro - Paradise
2. Tiësto - Take Me Feat Kyler England
3. Baggi Begovic - Compromise Feat Tab
4. Hardwell - Apollo Feat Amba Shepherd (Hardwell's Club Life Edit)
5. Tiësto, Mark Alston, Baggi Begovic, & Jason Taylor - Love and Run Feat Teddy Geiger
6. Zedd Feat Foxes - Clarity (Tiësto Remix)
7. Calvin Harris - Sweet Nothing Feat Florence Welch (Tiësto and Ken Loi Re-Remix)
8. Icona Pop - I Love It (Tiësto's Club Life Remix)
9. Passion Pit - Carried Away (Tiësto Remix)
10. Moguai - Champs
11. Alesso vs. OneRepublic - If I Lose Myself
12. Pelari - Cango
13. Tiësto & Calvin Harris - Century (Tiësto & Moska Remix)
14. Tiësto & DJ Punish - Shocker
15. Tiësto & MOTi - Back To The Acid
16. Tiësto, Quintino & Alvaro - United (Tiësto & Blasterjaxx Remix)